# Ciara Everard
Ciara Everard (ur. 10 lipca 1990) – irlandzka lekkoatletka specjalizująca się w biegu na 800 metrów.
W 2008 odpadła w eliminacjach podczas juniorskich mistrzostw świata w Bydgoszczy. Bez powodzenia startowała również w 2009 na mistrzostwach Europy juniorów. Na początku 2013 zajęła 6. miejsce w finale biegu na 800 metrów podczas halowych mistrzostw Europy w Göteborgu. Medalistka mistrzostw Irlandii oraz halowych mistrzostw Wielkiej Brytanii.
Rekordy życiowe w biegu na 800 metrów: stadion – 2:01,21 (23 maja 2015, Oordegem); hala – 2:02,54 (10 lutego 2013, Athlone) – rekord Irlandii.

## Osiągnięcia
| Rok  | Impreza                              | Miejsce        | Lokata     | Wynik   |
| ---- | ------------------------------------ | -------------- | ---------- | ------- |
| 2008 | Mistrzostwa świata juniorów          | Bydgoszcz      | eliminacje | 2:09,85 |
| 2009 | Mistrzostwa Europy juniorów          | Nowy Sad       | eliminacje | 2:09,97 |
| 2013 | Halowe mistrzostwa Europy            | Göteborg       | 6. miejsce | 2:02,55 |
| 2014 | Halowe mistrzostwa świata            | Sopot          | eliminacje | 2:03,69 |
| 2015 | Halowe mistrzostwa Europy            | Praga          | półfinał   | 2:06,14 |
| 2015 | I liga drużynowych mistrzostw Europy | Heraklion      | 4. miejsce | 2:03,32 |
| 2015 | Uniwersjada                          | Gwangju        | 6. miejsce | 2:02,46 |
| 2015 | Mistrzostwa świata                   | Pekin          | eliminacje | 2:03,98 |
| 2016 | Igrzyska olimpijskie                 | Rio de Janeiro | eliminacje | 2:07,91 |